# Urville (Aube)
Urville – miejscowość i gmina we Francji, w regionie Grand Est, w departamencie Aube.
Według danych na rok 1990 gminę zamieszkiwało 177 osób, a gęstość zaludnienia wynosiła 15 osób/km².

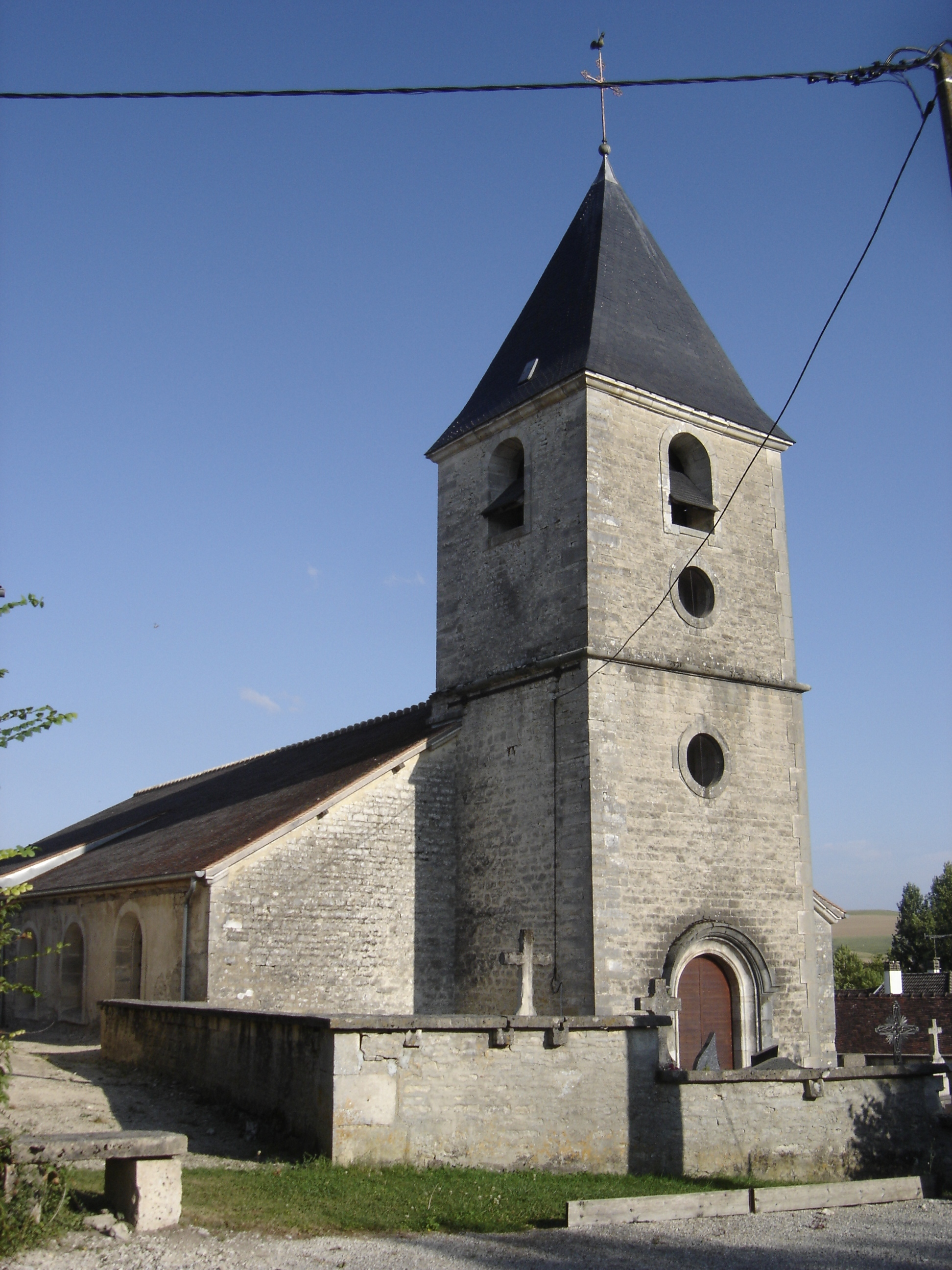
Kościół w Urville, 2009